# Santa Maria Vídeo e Cinema
O Festival Santa Maria Vídeo e Cinema (SMVC) é um festival de cinema da cidade de Santa Maria, Rio Grande do Sul.

## História
O festival foi criado no ano de 2002, idealizado pelo cineclubista e cineasta Luiz Alberto Cassol, o qual atua até hoje na equipe de coordenação.  Nasceu com o propósito de democratizar o cinema e popularizar os filmes, objetivo que se mantém em suas atividades.
Há um histórico da cidade que a liga muito forte ao cinema, em Santa Maria a atividade de cineclubista é uma prática corrente há muitas décadas, tanto que o cinema chegou na cidade apenas três anos depois da sua criação na França. A história da cidade se confunde com a história do cineclubismo, que por sua vez é responsável por formar e incentivar a prática de apreciação cinematográfica e de onde surgiu a vontade de criar o SMCV.
Em 2005, foi criada a ONG Santa Maria Vídeo e Cinema, entidade civil sem fins lucrativos formada pelas pessoas que já trabalhavam na coordenação e produção do evento, desde sua fundação. Desde a primeira edição, em 2002, produziu, paralelamente, o Seminário Gaúcho de Cinema, onde surgiram as Cartas de Santa Maria que são manifestos de reivindicação sobre políticas audiovisuais.
Outra prática, das edições do SMVC, é a oferta de oficinas, palestras e debates que incluem interpretação, direção de fotografia, direção, roteiro à criação de videoclipes, entre outras. Em 2006, o festival foi um dos organizadores, em parceria com a CESMA e com o CNC - Conselho Nacional de Cineclubes Brasileiros (CNC), da 26ª Jornada Nacional de Cineclubes e do 2º Encontro Ibero-Americano de Cineclubes.
Nos anos seguintes, passou a organizar duas Pré-Jornadas Nacionais de Cineclubes, o Seminário Cineclubismo, Cinema e Educação e reuniões da diretoria do CNC e do grupo Ibero-Americano da FICC – Federação Internacional de Cineclubes. Também caracterizam o Festival de Cinema de Santa Maria os encontros do Fórum Entre Fronteiras que reúne produtoras, cooperativas, realizadoras e realizadores do Paraguay, nordeste da Argentina e sul do Brasil.
Entre 2002 e 2013, foram realizadas onze edições de Mostras Competitivas Nacional de Santa Maria e Região e Mostra Nacional. Foram criadas, também, Mostras de Videoclipes e Web e duas Mostras Não-Competitivas Internacionais de Cinema, em 2014 e 2016. Após três anos sem novas edições, em 2017, o SMVC retorna com uma retrospectiva das onze edições competitivas das Mostras Nacional e de Santa Maria e Região, na chamada edição 11 e 1/2 (onze e meio), quando completa 15 anos de sua criação.

## Homenageados
Todos os anos o Festival homenageia um representante da sétima arte, nacional e outro local.
| Ano  | Homenageado nacional                         | Homenageado local                                                 | Ref           |
| ---- | -------------------------------------------- | ----------------------------------------------------------------- | ------------- |
| 2002 | Lucélia Santos                               | Edmundo Cardoso                                                   |               |
| 2003 | Jorge Furtado                                | Vilson Saldanha                                                   |               |
| 2004 | João Batista de Andrade (cineasta)           | Irmão Ademar Gonçalves da Rocha, Aurélio Lima e José Feijó Caneda | [ 11 ]        |
| 2005 | Carlos Reichenbach                           | Sérgio Assis Brasil (cineasta)                                    | [ 12 ]        |
| 2006 | Antônio Claudino de Jesus                    | Luiz Carlos Grassi                                                | [ 13 ]        |
| 2007 | Geraldo Moraes                               | Reah Syvia Frasca Gartner                                         |               |
| 2008 | Giba Assis Brasil                            | Pedro Freire Júnior (teatrólogo e ator)                           | [ 14 ] [ 15 ] |
| 2009 | Sílvio Tendler (cineasta)                    | Manuela do Monte (atriz)                                          | [ 16 ]        |
| 2010 | Rosemberg Cariry (cineasta)                  | Jair Alan Siqueira (jornalista e crítico de cinema)               | [ 17 ]        |
| 2011 | Carlos Gerbase (jornalista e cineasta)       | TV OVO                                                            | [ 18 ]        |
| 2013 | Hermano Figueiredo (cineasta e cineclubista) | Cineclube Lanterninha Aurélio                                     | [ 19 ]        |
| 2017 | -                                            | Edmundo Cardoso                                                   | [ 20 ]        |

## Mostras e atividades[21]
O SMVC é composto pelas seguintes atividades:

### Mostra Nacional Competitiva
Exibição de seleção de obras audiovisuais brasileiras.

### Mostra Competitiva de Santa Maria e Região
Composta por obras audiovisuais realizadas por produtoras de Santa Maria e região.

### Mostra Nacional Competitiva de Videoclipes
Recebe produções de videoclipes de todos os estados brasileiros.

### Mostras não competitivas e outras atividades  paralelas
São realizadas em praça pública, Centro Cultural CESMA - Cineclube Lanterninha   Aurélio, vilas e bairros e demais locais divulgados pela Coordenação do Festival.

## Trófeu Vento Norte
Vento Norte é a premiação máxima do SMVC.